# 官地坪镇
官地坪镇，是中华人民共和国湖南省张家界市桑植县下辖的一个乡镇级行政单位。

## 行政区划
官地坪镇下辖以下地区：
官地坪社区、大茂村、坪头界村、联乡村、湖坪村、中坪村、银山栋村、青佛山村、双桥村、黄家台村、会马逻村、山羊栋村、金星村、杜家坪村、铜矿村、东流坪村、洞口村、白竹溪村和车耳坪村。